# Fosso di Sant'Andrea
Il Fosso di Sant'Andrea è un affluente in sinistra idrografica del Nestore.

## Descrizione
Il suo breve bacino idrico raccoglie le acque di due laghetti artificiali, posti a poca distanza fra essi. Scorre a nord di Marsciano. Nasce alle pendici di un versante collinare che si apre verso la Valnestore tra la frazione di Cerqueto e il quartiere di Schiavo, in Vocabolo Morolla. Dopo circa 2 chilometri di corso si getta nel Nestore in Vocabolo Montefreddo, appartenente alla frazione di Morcella.